# William Tubman
William Vacanarat Shadrach Tubman (Harper, 29 de novembro de 1895 - Monróvia, 23 de julho de 1971) advogado e político, foi presidente da Libéria entre 1944 e sua morte, em 23 de julho de 1971.

## Governo
Tubman é considerado o "pai da Libéria moderna", sendo sua presidência marcada pela atração de investimentos estrangeiros e melhoria nas relações externas, com uma aproximação aos Estados Unidos. Durante seu mandato, a Libéria experimentou um período de prosperidade, liderando uma política de unificação nacional, a fim de reduzir as diferenças sociais e políticas entre os cidadãos americo-liberianos e os liberianos de origem africana.
Durante todo o seu governou, que durou 25 anos, Tubman ganhou seis eleições.